# Francisco Fiorentino
Francisco Fiorentino (23 de septiembre de 1905, barrio de San Telmo, Buenos Aires - 11 de septiembre de 1955, provincia de Mendoza) fue un cantor de tango argentino.

## Biografía
Comenzó como bandoneonista, pero luego pasó a desempeñarse como estribillista de diversas orquestas. El estribillista era el cantante de orquesta que en los años veinte y treinta cantaba sólo un fragmento de la letra, precisamente el estribillo, sin tener demasiada trascendencia. En ese carácter, cantó para las orquestas de Juan Carlos Cobián, Francisco Canaro, Juan D’Arienzo, Pedro Maffia y Roberto Zerrillo.
Cuando llega a la orquesta de Aníbal Troilo, nadie suponía lo que llegaría a ser. Los años de Fiorentino con el "Gordo" llevaron al cantor a un primer plano muy merecido, ya que —unido a Troilo — superó notoriamente sus actuaciones anteriores: fue la voz característica de la orquesta. Y por propio peso, desde aquellas primeras intervenciones como estribillista, pasó a cantar, si bien no toda la letra, gran parte de la misma. Voz de tango, fraseo bien porteño y gran emotividad, características que expuso Fiorentino en aquellos años en que logró sus éxitos definitivos.
Su vida artística junto a Troilo duró seis años, debutó el 1 de julio de 1937 en el cabaré Marabú y se desvinculó en marzo de 1944.
Formó su propia orquesta, con Astor Piazzolla como director y arreglista con una propuesta renovadora que fue vanguardia en ese momento, grabó 22 temas, pero sin lograr el reconocimiento esperado, lo reemplaza el bandoneonista y arreglista Ismael Spitalnik y registrando dos temas más.
Fiorentino va declinando artísticamente y pasó por las orquestas de José Basso y Alberto Mancione, entre otras, haciendo algunas grabaciones. En 1951 se unió en Uruguay al conjunto del pianista José Puglia y el bandoneonista Edgardo Pedroza, con quienes hace en noviembre de 1951 sus tres últimas grabaciones.
En 1955, antes de viajar a Mendoza, comentó a un amigo: «A la vuelta de la gira tengo prometido un laburo que —si se me hace— es lo mejor que me podría pasar: el Gordo Pichuco me va a hacer grabar con el cuarteto Troilo-Grela. ¿No es una maravilla?».
La noche del 10 de septiembre de 1955 — diez días antes de cumplir 50 años — cantó en un baile a beneficio en la escuela Alfonso Bernal en el distrito Los Árboles de la localidad mendocina de Rivadavia, 35 km al sudeste de Mendoza y 950 km al oeste de Buenos Aires. A la madrugada, junto con otros amigos músicos emprendió el viaje de regreso en automóvil. Pero en vez de dirigirse hacia la ruta nacional 7, se dirigieron al oeste por un camino de ripio y a 30 minutos de distancia, volcaron al cruzar el puente del dique Tiburcio Benegas, sobre el río Tunuyán (de poca profundidad en esa época). La parte del vehículo en que viajaba el cantor quedó cubierta por el agua de una pequeña fosa cenagosa de muy poca profundidad, apenas unos centímetros. "Fiore" tuvo la mala suerte de perder el conocimiento por el golpe y quedar con el rostro semisumergido, y falleció así ahogado.

## Filmografía
- Prisioneros de una noche (1962)